# Senado

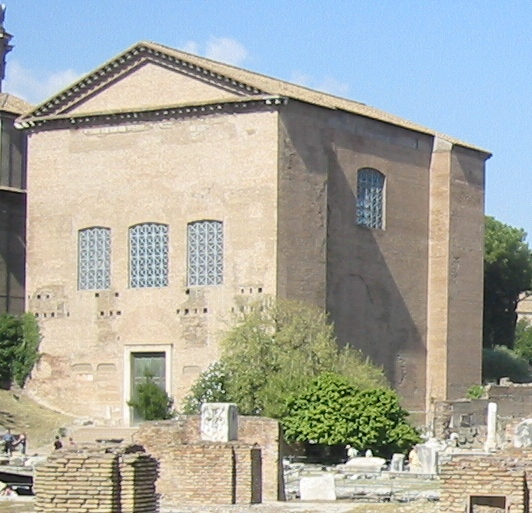
A Cúria Júlia no Fórum Romano

Um senado é uma assembleia deliberativa, em muitos casos a câmara alta de uma legislatura ou parlamento bicamarais. Os membros ou legisladores de um senado são denominados "senadores". Os senados modernos têm geralmente a função de avaliar e ponderar a legislação promulgada por uma câmara baixa, cujos membros são geralmente eleitos. O seu significado deriva de uma forma antiga de organização social em que os poderes legislativos ou consultivos estavam restritos aos homens mais velho, o termo "senado" geralmente refere-se a qualquer autoridade plenária geralmente constituída pelos membros mais velhos de determinada comunidade, como o corpo deliberativo de uma universidade ou instituição de ensino superior. Nos estados democráticos modernos com sistemas parlamentares bicamarais, existe por vezes um senado, geralmente referido como a câmara alta de forma a distingui-lo de uma câmara baixa, e em que a lei pode exigir uma idade mínima para eleitores e candidatos. O acesso ao senado pode ser determinado por eleições, como por exemplo no Senado Australiano ou por nomeações, como por exemplo no Senado Canadiano.

## História
O senado original foi o Senado romano, em funcionamento até ao ano 580. No Império Bizantino, o Senado bizantino manteve-se em atividade até à Quarta Cruzada, por volta de 1202-04. O termo contemporâneo "senado" tem origem na palavra latina senātus, que por sua vez tem origem em senex, “sénior”, O termo era usado para o Senado romano, assim denominado por ser a assembleia dos séniores (Latim: senex) e, alegadamente, os mais sábios e experientes membros da sociedade ou entre a classe dominante.
No entanto, os termos "senado" e "senador" nem sempre se referem à câmara alta do poder legislativo. Por exemplo, em muitas universidades existe um senado académico. Até 1919, o Senado da Finlândia era simultaneamente o órgão executivo e o supremo tribunal. Nos Estados da Alemanha que formam uma cidade-estado, os senados são o órgão executivo e os senadores aqueles os detentores de pastas ministeriais. Em várias cidades da antiga Liga Hanseática, "senado" designava também o governo da cidade. Durante a Guerra de independência da Grécia, foram estabelecidos dois senados com poderes legislativos e executivos. Em alguns países unicamerais, sobretudo federações, alguns dos legisladores são eleitos de forma diferente dos restantes e são denominados senadores, uma vez que representam os territórios, enquanto os outros membros representam a população em geral, como é o caso de São Cristóvão e Nevis, Comores e Micronésia.